# Корчак (герб)

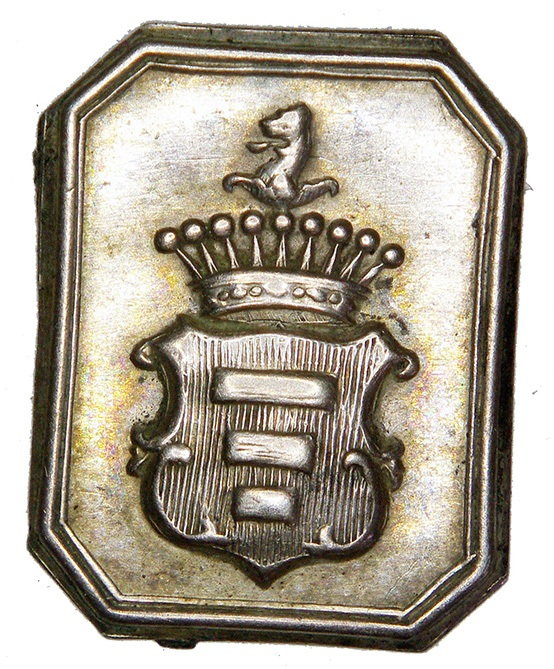
Щиток персня з гербом Корчак. кін. ХІХ - поч. ХХ ст.

Корча́к (пол. Korczak) — родовий герб, яким користувалися понад 270 родів Білорусі, України, Литви та Польщі, зокрема, Балабани, Барятинські, Браницькі, Ейсмонти, Котовичі, Мелешки, Млечки, Струсі тощо.
Герб відомий у Польщі з 1142. У Великому князівстві Литовському поширився після ухвалення Городельської унії 1413 року.
В Україні герб «Корчак» був основою або елементом гербів містечок Болехова (герб Ходоровських), Струсова (герб Струсів), також створених у XIX столітті проектах гербів Стратина (герб Балабанів) і Ходорова (герб Ходоровських).

## Опис

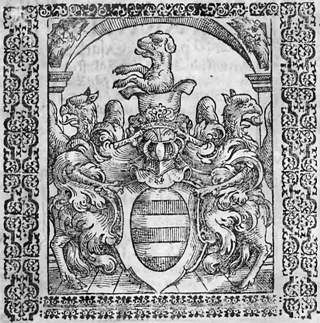
Герб князів Славонії

В червоному полі три срібні балки, що не доходять до краю щита, причому кожна наступна (нижча) балка коротша за попередню. Клейнод — над верхом зі шляхетською короною в золотій чаші половина срібного пса.
Цей герб спочатку належав князям Славонії (пізніше — в складі Угорського королівства), відтак перейшов до геральдики Угорщини, а звідти у XIII ст. потрапив до Польщі через династичні зв'язки династії Арпадів. Емблема Корчак була і в гербі багатьох князів Богемії.
Існують варіанти герба зі срібним місяцем над балками рогами вгору та інші.
Старовинне зображення даного герба князів Славонії — зі щитотримачами-грифонами, які символізують силу та пильність. Грифон зображується з головою та крилами орла й тілом лева — якостями «царя звірів» та «царя птаства». Зображення грифонів збереглись на стінах месопотамських палаців і на монетах Боспорського царства (Крим, Кубань). У грецькій міфології грифон вів колісницю Аполлона. Грифон виконував функцію посередника між земною та небесною сферами. Есхіл вважав, що грифони стережуть золото гіпербореїв. Грифон іноді символізував дві природи Ісуса Христа (Божа і людська), а у «Божественній комедії» він штовхає віз Христа. У геральдиці існують чоловічий тип — зображення без крил, та жіночий тип — крилатий грифон. Відгомін матріархату (дохристиянської епохи) у слов'ян — зображення грифона саме з крилами. Грифон є одною з головних емблем англійського королівського дому. Є традиційним образом готичної церковної скульптури.

## Роди гербу Корчак
Бажі (Barzi, Barzy), Балобан (Bałaban, Bołoban), Банунський (Банунинские, Bannuński, Bannyński, Banuniński, Banunyński), Барсовський (Barsowski), Баткевич (Batkiewicz), Батковський (Batkowski), Бедлевич (Бендлевич, Bedlewicz), Бедленський (Bedleński), Беневський (Bieniewski), Бержавський (Bierzawski), Бернавський (Bernawski, Biernawski), Бернацький (Bernacki, Biernacki), Бернашевський (Biernaszewski, Biernaszowski), Бибель (Bibel), Бибельский (Bibelski), Білинський (Biliński), Блешинський (Bleszyński), Блізинський (Bliziński), Боговитин (Bohowityn), Божидар (Bozydar), Боратинський (Boratyński), Бортновський (Bortnowski), Браницький (Branicki), Бродський (Brodzki), Будзинський (Budzyński), Варковський і Мишка-Варковський (Warkowski), Васильковський (Васельковский, Wasilkowski, Wasielkowski), Васичинський (Wasiczyński), Васучинський (Wasuczyński), Васютинський (Wasiutyński), Ващинський (Waszczyński), Верещинський (Wereszczyński), Вержбовський (Wierzbowski), Вержхновський (Wierzchnowski), Вержховський (Wierzchowski), Весоловський (Wesołowski), Вессель (Wessel), Витич (Wytycz, Wytysz), Волк (Wołk), Волод (Wołod), Володийовський (Wołodyjowski, Wołodyowski), Галецький (Galecki), Ганицький (Hanicki), Ганський (Hański), Германовський (Hermanowski), Гинко (Hynko), Глинський (Gliński), Глузинський (Gluziński), Головицький (Головицкий, Hołowicki), Гораєвський (Gorajewski), Гораїн (Horain), Горайський (Gorajski, Gorayski), Горальський (Goralski), Горбачевський (Horbaczewski), Горбовський (Horbowski), Горновський (Hornowski), Городенський (Horodenski), Городийський (Horodyjski, Horodyski), Городинський (Horodyński), Гошевський (Hoszewski), Гречина (Hreczyna), Губицький (Hubicki, Hubicki z Hubic), Далешинський (Daleszyński), Девбель (Deubel, Deubell, Devbell), Деревинський (Derewiński), Деревницький (Derewnicki), Дермонт (Dermont, Dermunt), Дершняк (Derszniak), Джевинський (Drzewiński), Джемлик (Drzemlik), Дзехцевський (Dziechciewski), Добрачевський (Dobraczewski), Добрачинський (Dobraczyński, Dobraczyński z Dobraczyna), Долинський (Doliński), Домбковський (Dąbkowski), Древинські (Drewiński), Дрелінг (Dreling), Дриневич (Dryniewicz), Дрогоєвський (Drogoieski, Drohojewski, v. Drohojowski, Drohoiowski, гр. v. Drohojowski zu Drohojow, Drohojowski z Drohojowa), Дроховський (Drochowski), Євлашко (Jewłaszko, Iewłaszko), Євлашкович (Jewłaszkowicz), Єленський (Jeleński), Єсман (Jesman, Iesman), Жабицький (Żabicki), Жоравинський (Żorawiński), Жоратинський (Żoratyński), Журавницький (Żórawnicki), Загуровський (Zagórowski), Заєнчинський (Zajęczyński), Заранек (Zaranek), Заранський (Zarański), Захоровський і Загоровський (Zachorowski, Zahoroski, Zahorowski), Зборовський (Zborowski), Зегарт (Zegart), Зьолковський (Ziołkowski), Івонія (Iwonia), Ілінич (Глінич, Ilinicz, Ilinic, Glinicz, Hlinicz, Illinicz), Кадлубиський (Kadłubiski), Казимирський (Kazimirski), Калькштайн (Kalkstein), Кжечевський (Krzeczewski, Krzeczowski), Кжеченський (Krzeczeński), Климковський (Klimkowski), Козерадський (Kozieradzki), Комар (Komar), Коморовський (Komorowski v. Komorowsky), Конаржевський (Konarzewski), Корбут і Караффа-Корбут (Karaffa-Korbut), Коритинський (Korytiński, Korytyński), Корчак (Korczak), Корчаковський (Korczakowski), Корчминський (Korczmiński), Котович (Kotowicz), Краснодомбський (Krasnodąbski), Кренжиловський (Krężyłowski), Криницький (Krynicki), Крукевницький (Krukiewnicki), Крукенський (Krukieński), Крупель (Krupel), Крупинський (Krupiński), Крупські (Krupski), Лавринович (Ławrynowicz), Ланговський (Łangowski), Ланевський (Łaniewski), Лагодовський (Łachodowski, Łahodowski), Лещинський (Leszczyński), Липський (Lipski), Лищевський (Łyszczewski), Лищинський (Łyszczyński), Логодович (Łohodowicz), Лопот (Łopot), Лущевський (Лыщинские, Łuszczewski, Łuzczewski), Лущинський (Łuszczyński), Лущковський (Łuszczkowski, Łuszkowski), Люшковський (Luszkowski), Лянговський (Langowski), Ляневський (Lianiewski), Лятичинський (Latyczyński), Ляходовський (Lachodowski), Мальчицький (Malczycki), Манувір (Manuwir), Медзельський (Miedzielski), Мелехович (Melechowicz), Мелешко (Meleszko), Митарський (Mitarski), Михалевський (Michalewski, Michaleski), Михаловський (Michałowski), Михальський (Michalski), Млечко (Mleczko), Могильницький (Mogilnicki, Mogitnicki), Могольницький (Mogolnicki), Мороховський (Morochowski), Мухальський (Muchalski), Невельський (Newelski), Нивицький (Niwicki), Орновський (Ornowski), Ославський (Osławski), Островський (Ostrowski), Осциславський (Ościsławski), Ощиславський (Oszczysławski), Пелчицький (Pelczycki), Пжилупський (Przyłupski), Плосконський (Płoskoński), Подголія (Podgolia), Подгороденський і Божидар-Подгороденський (Podhorodeński, Podhorodeński Bożydar), Порванецький (Porwaniccki, Porwaniecki), Порвинський (Porwinski), Портантий (Portanty, Poranty), Прокопович (Prokopowicz), Прохницький (Прухницкий, Prochnicki), Прухницький (Pruchnicki), Ринка (Rynka), Ринковський (Rynkowski), Ринський (Rynski), Роцимирський (Rocimirski), Садлоха (Sadłocha), Саладиковський (Saładykowski), Саломонський (Salomoński), Самплавський (Sampławski), Сапоровський (Saporowski), Сачко і Сачко-Галецький (Saczko, Saczko-Galecki), Сваржичевський (Swarzyczewski), Сваричевський (Swaryczewski), Свежинський (Świeżyński), Свидло (Świdło), Свидловський (Świdłowski), Селицький (Sielicki), Сеновський (Siennoski, Siennowski), Серебриський (Serebryski), Сивинський (Siwiński), Силич (Silicz), Сильницький (Silnicki), Скорута (Skoruta), Следзевський (Śledziewski), Сливинський (Śliwiński), Сметанка (Śmietanka, Śmiotanka, Śmietanka z Olchowca), Собанський (Sobański), Сова (Sowa), Созанський (Sozański), Соломинський (Sołomiński), Соломунський (Sołomuński), Солтан (Sołtan), Сосновський (Sosnowski), Ставський (Stawski), Стецькович і Стеткевич (Steckowicz, Steckiewicz, Steczkiewicz, Stetkiewicz), Страш (Strasz), Струсевич (Strusiewicz), Струсь (Struś), Струшкевич (Struszkiewicz), Сутковський (Sutkowski), Сущ (Suszcz), Тамановський (Tamanowski), Танковський (Tankowski), Терновський (Ternowski), Тонкель (Tąkiel), Троска (Troska), Трухновський (Truchnowski), Труховський (Truchowski), Тур (Tur), Турек (Turek), Турлай (Turlay), Ульчицький (Ulczycki), Умястовський (Umiastowski), Ханковський (Chankoski, Chankowski), Ханський (Chański), Хижевський (Chyżewski), Хичевський (Chyczewski), Хишевський (Chyszewski), Хлопицький (Chłopicki), Ходеровський (Choderowski), Ходоровський (Chodoroski, Chodorowski), Хоїнський (Choiński), Холоневський і Мишка-Холоневський (v. Chołoniewski, Chołoniewsky, Chołoniewski Myszka), Хотецький (Chotecki), Хричевський (Chryczewski), Цупер (Cuper), Чариський (Czaryski), Чарнковський (Czarnkowski), Чаша (Czasza), Черневський (Czerniowski), Чернеєвський (Czerniejewski, Czerniejowski), Чупа (Czupa), Чурило (Czuryłło, Czuryło), Шавловський (Szawlowski), Шептицький (Szeptycki), Шеребинський (Szerebiński), Шумбарський (Szumbarski), Шумлянський (Szumlanski), Щебинський (Szczebiński), Ярговський (Jarhowski), Ярковський (Jarkowski), Ярмолинський (Jarmoliński).
Корчак з відміноюБендлевський (Będlewski), Дермонт і Дермонт-Сивицький (Dermont, Dermont Siwicki), Горновський (Hornowski), Ярошинський (Jaroszyński), Конаржевський (Konarzewski), Коритинський (Korytyński), Липський (Lipski), Невельский (Newelski), Силич (Silicz), Сивицький (Siwicki), Скорульський (Skorulski), Витиз (Wytyz).
Корчак IIДалешинський (Daleszyński), Єленський (Jeleński), Котович (Kotowicz), Ланевський (Łaniewski), Селицький (Sielicki), Свидло (Świdło), Ульчицький (Ulczycki).
У деяких публікаціях останнього часу (і навіть на порталі [Архівовано 27 червня 2014 у Wayback Machine.] ВР України) поширилися твердження, нібито до герба «Корчак» належав і рід Орликів де Лазіски (найвідоміший представник — Пилип Орлик). Насправді Орлики де Лазіски належали до герба «Новина».